# Małe Gacno
Małe Gacno (niem. Klein Gatzno) – wieś w Polsce położona w województwie kujawsko-pomorskim, w powiecie tucholskim, w gminie Cekcyn.
13 marca 1754 roku ziemie w Małym Gacnie książę  Antoni Barnaba Jabłonowski  nadał braciom Mateuszowi i Antoniemu Skrzypińskim, akt nadania został wystawiony w Warszawie i podpisany przez Jabłonowskiego.
W latach 1954–1971 wieś należała i była siedzibą władz gromady Małe Gacno, po jej zniesieniu w gromadzie Cekcyn. W latach 1975–1998 miejscowość administracyjnie należała do województwa bydgoskiego.
Według Narodowego Spisu Powszechnego (III 2011 r.) liczyła 229 mieszkańców. Jest ósmą co do wielkości miejscowością gminy Cekcyn. We wsi znajduje się Ośrodek Rehabilitacji i Hipoterapii Neuron (przede wszystkim dla dzieci) – filia z Bydgoszczy.
We wsi jest przystanek kolejowy Małe Gacno.